# Coverbo
Un coverbo es una partícula que se puede agregar a un verbo añadiéndole diferentes contenidos semánticos. Por ejemplo el verbo puede quedar modificado de manera que indica la dirección del movimiento, el modo de una acción, si la acción ya se ha completado, etc.
Cumple una función similar a las preposiciones y postposiciones de muchos lenguajes indoeuropeos como el ruso o el holandés. Los coverbos suelen encontrarse en lenguas que utilizan serialización verbal en la composición de oraciones. Existen en diferentes lenguas del Sureste Asiático (por ejemplo el chino), así como lenguas del África Occidental (por ejemplo el yoruba).

## Coverbos chinos
En chino, ciertos verbos pueden funcionar como coverbos. Por ejemplo cuando se usa aisladamente 到(dào) significa "llegar", sin embargo cuando se usa como coverbo puede ser traducido por la preposición "a" o "hasta":
我 坐 飛機 從 上海 到 北京 去。
wǒ zuò fēijī cóng Shànghǎi dào Běijīng qù.
Literalmente: "Yo sentar avión salir Shanghái llegar Pekín ir".
Significando: "Yo voy de Shanghái a Pekín en avión".
En chino, cuando se trata de describir acciones , su secuencia es importante. La primera acción debe ir primero. En la frase, wǒ zuò fēijī cóng Shànghǎi dào Běijīng qù. la secuencia de las acciones es la siguiente, sentar, salir y llegar. tenemos tres coverbos que traduciremos como tres preposiciones y la secuencia de las acciones en español no es pertinente: voy en avión de Shanghái a Pekín, o de Shanghái a Pekín voy en avión etc

## Coverbos húngaros
Los coverbos en húngaro cumplen estas funciones:
- Dan información adicional sobre cómo el verbo está siendo ejecutado
- Indican si la acción está completa
- Cambian el aspecto del verbo
- Varían el significado del verbo.